# Fiat 616
Le Fiat 616 (châssis type ZFA 229) est un camion léger, fabriqué par le constructeur italien Fiat V.I. à partir de 1965 dans son usine de Naples. À l’origine, la première série n'est qu’une version rénovée du Fiat 615 avec un empattement rallongé de 300 mm et de nouveaux moteurs de plus forte cylindrée fournissant de meilleurs couples. 
En 1968, Fiat V.I. lance un nouveau modèle tout en conservant le même nom, bénéficiant d'une cabine entièrement redessinée, plus spacieuse et offrant une bien meilleure visibilité au conducteur.

NDR : ce nouveau modèle aurait dû porter le numéro 617 mais, en Italie, le chiffre "17" est l'équivalent du "13" en France. Fiat ne pouvait pas passer à 618 car cette référence correspond à un ancien camion de la fin des années 1930. S'agissant du même type de véhicule, Fiat a conservé la référence 616.
En France, le Fiat 616 a été distribué par le réseau UNIC. En Autriche, il a été commercialisé sous le nom Fiat-Steyr 616 et en Espagne sous le nom de Fiat 673.
Le Fiat 616 va connaître 5 séries, équipées de moteurs essence et diesel :
- 1re série (1965 à 1966) : 
  - 616 : moteur essence Fiat 237G 2 125 cm3 68 ch DIN[2], boîte 4 vitesses,
  - 616 N : moteur diesel Fiat 230A, injection indirecte, 2 693 cm3 51 ch DIN à 3.500 tr/min, boîte 4 vitesses,
  - 616 NM : moteur diesel Fiat 230A, camion plus étroit de 12 cm (1.800 au lieu de 1.924 mm de largeur),
- 2e série (1966 à 1968) : dito 1re série mais équipée d'une boîte de vitesses à 5 rapports et rapport de pont arrière différent. Ces changements ont sensiblement amélioré les performances en montée et l'accélération :
  - 616-2 : moteur essence Fiat 237G 2 125 cm3 68 ch DIN,
  - 616 N1 : moteur diesel Fiat 230A, injection indirecte, 2 693 cm3, 51 ch DIN à 3.500 tr/min,
- 3 e série (1968 à 1971) - Nouveau modèle avec nouvelle cabine :
  - 616-2 : moteur essence Fiat 237G 2 125 cm3 68 ch DIN,
  - 616 N2 : moteur diesel 3 cylindres Fiat 803A, injection directe, 2 339 cm3, 51 ch DIN à 3.200 tr/min,
  - 616 N2/4 : moteur diesel 4 cylindres Fiat 804A, injection directe, 3 119 cm3, 70 ch DIN à 3.200 tr/min,
- 4 e série (1971 à 1972) :
  - 616-2 : moteur essence Fiat 237G 2 125 cm3 68 ch DIN,
  - 616 N3 : moteur diesel 4 cylindres Fiat 804A, injection directe, 3 456 cm3, 81,5 ch DIN à 3.200 tr/min,
  - 616 N3/4 : moteur diesel 4 cylindres Fiat 804A, injection directe, 3 119 cm3, 70 ch DIN à 3.200 tr/min,
- 5 e série (1972 à 1978) : nouveau moteur diesel :
  - 616-2 : moteur essence Fiat 237G 2 125 cm3 68 ch DIN,
  - 616 N3 : moteur diesel 4 cylindres Fiat 8030, injection directe, 2 592 cm3, 61,5 ch DIN à 3.200 tr/min,
  - 616 N3/4 : moteur diesel 4 cylindres Fiat 8040.02, injection directe, 3 456 cm3, 81,5 ch DIN à 3.200 tr/min0.

## Fiat 616
Le camion léger Fiat 616 est le digne remplaçant du Fiat 615 qui remontait à 1951. Comme le Fiat 615, il dispose d'un PTAC de 3,5 tonnes afin qu'il puisse être conduit par tout possesseur d'un simple permis de conduire B. La cabine du 616 est celle du 615 retravaillée, avec la grande grille de radiateur traversée par une barre horizontale passant au-dessus des phares, ce qui lui donne un air un peu tarabiscoté.
Le châssis, parmi les plus éprouvés et fiables de l'époque, est encore renforcé et l'empattement allongé. Il est équipé de deux nouveaux moteurs, l'un à essence le Fiat 237G de 2 124 cm3 développant 65 ch DIN à 4 000 tr/min, l'autre, le Fiat 230A diesel de 2 693 cm3 à injection indirecte, développant 55 ch DIN à 3 500 tr/min avec un couple très élevé de 121 N m à seulement 2 200 tr/min. (En comparaison, son principal concurrent de l'époque, le Mercedes-Benz L319, était équipé du moteur diesel OM 621 de 2 litres développant 55 ch DIN mais à 4 200 tr/min avec un couple de 110 N m à 2 400 tr/min).
Le Fiat 616 N a une charge utile de 1,80/1,90 tonnes pour un PTAC de 3,5 tonnes, il est réputé pour porter plus que son propre poids, caractéristique jamais égalée.
En fin d'année 1966, le Fiat 616 N1 remplace le 616 N. Il restera en fabrication jusqu'en 1968 lorsque la version 616 N2 sera lancée, qui va inaugurer une toute nouvelle cabine aux lignes très carrées.

## Fiat 616 N2
Au printemps 1968, un tout nouveau modèle voit le jour, le Fiat 616 N2. Bien qu'il conserve la même appellation 616, c'est un tout nouveau modèle avec une cabine moderne, très spacieuse (3 places) et lumineuse qui habille le châssis parmi les plus éprouvés et fiables de l'époque.
Le Fiat 616 N2 a bénéficié d'une refonte complète de l'ancien véhicule "616 N1" avec un châssis renforcé mais allégé et une cabine aux formes carrées pour suivre la mode de l'époque.
La direction de Fiat V.I. n'a pas eu d'autre choix que de reprendre la désignation "616" car le chiffre "17" étant, en Italie, l'équivalent du "13" en France, donc un chiffre à éviter, le 618 ayant déjà été utilisé dans le passé, la catégorie 620 désignant un autre type de camion, il a été décidé de conserver la référence "616".
Lors de son lancement, ce camion léger était décliné en 3 versions :
- 616-2, équipé du moteur essence Fiat 503 de 2 125 cm3, peu prisé,
- 616 N2 disposant d'un moteur diesel révolutionnaire 3 cylindres à course longue (95x110 mm), Fiat 803.A de 2 339 cm3 développant 55 ch DIN à 3 200 tr/min et d'un couple de 135 Nm à 1 800 tr/min, ce moteur ne sera pas reconduit en l'état dans la version 616N3 car, dans certaines conditions, il avait tendance à vibrer,
- 616 N2/4 disposant d'un moteur 4 cylindres Fiat 804.A de 3 119 cm3 développant 70 ch à 3 200 tr/min avec un couple de 186 Nm à 1 800 tr/min.

Le 616 N2 est resté en production jusqu'en 1972 lorsque la série 616 N3 a été commercialisée.
En décembre 1971, la série Fiat 616 N3 vient remplacer les "616 N2 et N2/4". Le Fiat 616N3 dispose d'un nouveau moteur diesel plus performant de 2,7 litres développant 51 ch à 3 500 tr/min avec un couple plus élevé de 121 Nm à seulement 2 200 tr/min.
Le Fiat 616 N3, comme le 616 N2, est décliné avec 3 motorisations :
- 616-2, équipé du moteur essence Fiat 503 de 2 125 cm3, déjà présent sur le 616 N2 mais toujours très peu prisé en Italie, destiné à l'exportation,
- 616 N3 avec un nouveau moteur 3 cylindres Fiat 8030 de 2 592 cm3 développant 62 ch à 3 200 tr/min,
- 616 N3/4 avec un nouveau moteur 4 cylindres Fiat 8040.02 de 3 456 cm3 développant 82 ch à 3 200 tr/min.

En 1972 - sur certains marchés dont l'Allemagne notamment - la gamme Fiat 616 N3 est homologuée avec un poids total autorisé de 3,9 tonnes et une charge utile de 2,15 tonnes. Un châssis avec un empattement long de 4,0 m apparaît également dans le listing des modèles, notamment pour la version fourgon de déménagements.
La série 616 N3 de 1972, inaugure le nouveau logo Fiat en losanges inclinés à lettres argent sur fond noir. La finition de la cabine est améliorée, surtout l'insonorisation et le confort. Cette version a été aussi commercialisée sous les marques OM en Italie et OM-Saurer en Suisse, UNIC en France et Fiat-Steyr en Autriche.
En Allemagne, pour des raisons purement de fiscalité, Fiat a commercialisé une version spécifique 616 N3L homologuée pour un PTAC réduit de 2,8 tonnes offrant une charge utile de 1,5 tonne.
Le Fiat 616 N3 termine sa carrière en fin d'année 1978, ce sera le dernier véhicule léger à capot de Fiat V.I. qui est devenu IVECO en 1975. Il est remplacé, dès le printemps 1978, par les Fiat Daily, OM Grinta, Alfa Romeo AR8 et ses clones à l'étranger UNIC en France, Magirus en Allemagne, Saurer en Suisse, Zastava en ex-Yougoslavie. Le Fiat Daily est doté d'une cabine semi-avancée et sera commercialisé, à partir de 1982, sous la seule marque IVECO.

## Les camions légers Fiat entre 1950 et 1978
| Modèle         | Type                                         | Années de production | Type moteur           | Cylindrée | Puissance DIN          | Couple                 | PTAC        | Charge utile |
| -------------- | -------------------------------------------- | -------------------- | --------------------- | --------- | ---------------------- | ---------------------- | ----------- | ------------ |
| Fiat 615       | Camion léger - Châssis cabine -Fourgon       | 1960 - 1965          | Essence Fiat 105      | 1 901 cm3 | 40 ch à 3 800 tr/min   |                        | 3,15 t      | 1,70 t       |
| Fiat 615 N1    | Camion léger - Châssis cabine -Fourgon       | 1960 - 1965          | Diesel Fiat 230A      | 1 901 cm3 | 51 ch à 3 800 tr/min   |                        | 3,50 t      | 1,75 t       |
| Fiat 616       | Camion léger - Châssis cabine - Fourgon      | 1965 - 1968          | Essence Fiat 237.G    | 2 124 cm3 | 65 ch à 4 000 tr/min   | 145 N m à 2 800 tr/min | 3,50 t      | 1,80 t       |
| Fiat 616 N     | Camion léger - châssis cabine                | 1965 - 1966          | Diesel Fiat 230.A     | 2 693 cm3 | 51 ch à 3 500 tr/min   | 121 N m à 2 100 tr/min | 3,50 t      | 1,80/1,90 t  |
| Fiat 616 N1    | Nouveau moteur 3 cylindres Injection directe | 1966 - 1968          | Diesel Fiat 803.A     | 2 339 cm3 | 51 ch à 3 500 tr/min   | 135 N m à 1 800 tr/min | 3,50 t      | 1,80/2,0 t   |
| Fiat 616-2     | Nouvelle cabine carrée à capot               | 1968 - 1972          | Essence Fiat 237G     | 2 125 cm3 | 65 ch à 4 000 tr/min   | 145 N m à 2 800 tr/min | 3,50 t      | 1,75 t       |
| Fiat 616 N2    | Moteur 3 cylindres                           | 1968 - 1971          | Diesel Fiat 803A      | 2 339 cm3 | 51 ch à 3 200 tr/min   | 135 N m à 1 800 tr/min | 3,50 t      | 1,88 t       |
| Fiat 616 N2/4  | Moteur 4 cylindres                           | 1969 - 1971          | Diesel Fiat 804A      | 3 119 cm3 | 70 ch à 3 200 tr/min   | 167 N m à 1 800 tr/min | 3,50 t      | 1,88 t       |
| Fiat 616 N3    | Nouveau moteur 3 cyl                         | 1972 - 1978          | Diesel Fiat 8030      | 2 591 cm3 | 62 ch à 3 200 tr/min   | 162 N m à 1 800 tr/min | 3,50 t      | 1,88 t       |
| Fiat 616 N3/4  | Moteur 4 cylindres                           | 1972 - 1978          | Diesel Fiat 8040.02   | 3 456 cm3 | 82 ch à 3 200 tr/min   | 216 N m à 1 800 tr/min | 3,50 t      | 1,88 t       |
| Fiat 616       | Charge utile augmentée                       | 1972 - 1978          | Essence Fiat 237G     | 2 125 cm3 | 68 ch à 4 000 tr/min   | 145 N m à 2 800 tr/min | 3,90 t      | 2,15 t       |
| Fiat 616 N3    | Moteur 3 cylindres                           | 1972 - 1978          | Diesel Fiat 8030      | 2 591 cm3 | 61,5 ch à 3 200 tr/min | 162 N m à 1 800 tr/min | 3,90 t      | 2,15 t       |
| Fiat 616 N3/4  | Moteur 4 cylindres                           | 1972 - 1978          | Diesel Fiat 8040.02   | 3 456 cm3 | 81,5 ch à 3 200 tr/min | 216 N m à 1 800 tr/min | 3,90 t      | 2,15 t       |
| Fiat 616 N3L   | Version Allemagne                            | 1972 - 1978          | Diesel Fiat 8030      | 2 591 cm3 | 61,5 ch à 3 200 tr/min | 162 N m à 1 800 tr/min | 2,80 t      | 1,50 t       |
| Fiat 616 N3/4L | Version Allemagne                            | 1972 - 1978          | Diesel Fiat 8040.02   | 3 456 cm3 | 81,5 ch à 3 200 tr/min | 216 N m à 1 800 tr/min | 2,80 t      | 1,50 t       |
| Fiat Daily 1   | Version Essence                              | 1978 - 1990          | Essence Fiat 6132 AZ2 | 1 995 cm3 | 82 ch à 4 600 tr/min   | 151 N m à 2 800 tr/min | 3,00 t      | 1,81 t       |
| Fiat Daily 1   | Versions diesel                              | 1978 - 1990          | Diesel Fiat 8140.61   | 2 445 cm3 | 72 ch à 4 200 tr/min   | 147 N m à 2 400 tr/min | 3,0 à 5,0 t | 1,81 à 3,5 t |